# روبرت دبليو. براون
روبرت دبليو. براون (بالإنجليزية: Robert W. Brown)‏ هو فنان أمريكي، ولد في 12 يوليو 1917 في سان فرانسيسكو في الولايات المتحدة، وتوفي في 17 أكتوبر 2009 في غلينديل في الولايات المتحدة.